# San Antonio Spurs
San Antonio Spurs – amerykański klub koszykarski uczestniczący w rozgrywkach ligi NBA (Dywizja Południowo-zachodnia w Konferencji Zachodniej). Pięciokrotni mistrzowie NBA z: 1999, 2003, 2005, 2007 i 2014 – wszystkie tytuły wygrali pod wodzą Gregga Popovicha, który był trenerem nieprzerwanie od 1996 do 2025. Członkiem każdego ze zwycięskich zespołów był również najlepszy punktujący, zbierający i blokujący w historii klubu – Tim Duncan.
Spurs to jeden z czterech klubów ABA, które dołączyły do NBA w wyniku fuzji tych lig w 1976 roku.
W maju 2015 Spurs osiągneli najlepszy procent zwycięstw do wszystkich rozgrywanych meczów w całej NBA, w maju 2017 roku zaś najlepszy procent zwycięstw w amerykańskim i kanadyjskim zawodowym sporcie w ostatnich trzech dekadach. Od sezonu 1999/00 do 2016/17 Spurs wygrywali co najmniej 50 spotkań w sezonie, co stanowi rekord NBA. W sezonie 2018/19 Spurs wyrównali rekord NBA w liczbie awansów do play-off z rzędu (22). 
W drafcie NBA 2025 San Antonio Spurs wywalczyli możliwość wybrania zawodnika jako drudzy w kolejce. Teksańczycy mają szczęście do loterii draftu, dwa lata temu Ostrogi z jedynką pozyskały Victora Wembanyamę, przed rokiem z 'czwórką' przyszedł Stephon Castle.  
Mecz domowe klub ten rozgrywa w hali AT&T Center położonej w San Antonio.

## Historia

### 1967–70: Dallas Chaparrals (ABA)
W lutym 1967 roku grupa inwestorów z Dallas nabyła od nowo tworzącej się ligi ABA prawa do drużyny, której nadano nazwę Chaparrals. W premierowym meczu (16 października 1967) Dallas Chaparrals pokonali u siebie Anaheim Amigos 129–125, a grający trener Cliff Hagan (były mistrz NBA z St. Louis Hawks) zdobył dla gospodarzy 35 punktów.
Sezon 1967–68 Chaparrals zakończyli z 46 wygranymi i 32 porażkami, zajmując drugie miejsce w Dywizji Zachodniej. W półfinale dywizji pokonali Houston Mavericks 3–0, by następnie przegrać z New Orleans Buccaneers 1–4. Najlepszymi statystycznie graczami Chaparrals byli: Bob Verga (najlepszy punktujący drużyny), John Beasley (najlepszy zbierający), Cincinnatus Powell oraz wspomniany Hagan (najlepszy punktujący).
W kolejnym sezonie Chaparrals zanotowali bilans 41–37 i zajęli 4. miejsce w Dywizji Zachodniej. W półfinałach dywizji przegrali jednak ponownie z New Orleans Buccaneers 3–4.
W połowie trzeciego sezonu istnienia drużyny z funkcji trenera zwolniony został Hagan, a jego miejsce zajął generalny menedżer Max Williams. Chaparrals odnieśli 45 zwycięstw w 84 meczach, kończąc sezon regularny na 2. miejscu w dywizji. Swoją grę w playoffs znów zakończyli w półfinałach Dywizji Zachodniej, przegrywając tym razem z Los Angeles Stars 2–4.

### 1970–71: Texas Chaparrals (ABA)
W związku z małym zainteresowaniem fanów grą drużyny w Dallas, w sezonie 1970–1971 zmieniono jej nazwę na Texas Chaparrals, co wiązało się z pomysłem rozgrywania niektórych meczów w mniejszych miastach stanu. Pomysł ten okazał się jednak chybiony i w kolejnym sezonie drużyna ta ponownie występowała pod nazwą Dallas Chaparrals.
Sezon ten był dla teksańskiej drużyny nieudany również sportowo. Z zespołu do Kentucky Colonels odszedł Cincinnatus Powell, a w trakcie sezonu do Utah Stars wytransferowano Rona Boone’a i Glena Combsa (w ich miejsce przybyli Donnie Freeman i Wayne Hightower). W listopadzie 1970 roku, po kilkunastu meczach, do dymisji podał się dotychczasowy trener – Williams, którego zastąpił Bill Blakeley. Ostatecznie Chaparrals wygrali tylko 30 z 84 meczów, przez co, aby wystąpić w playoffs, w meczu o ostatnie wolne miejsce musieli pokonać Denver Rockets. W potyczce dwóch najsłabszych drużyn w lidze górą byli Chaparrals, i to oni awansowali dalej. Ponownie odpadli jednak w półfinałach Dywizji Zachodniej, przegrywając z późniejszymi mistrzami – Utah Stars 4–0. Najlepszym zawodnikiem zespołu w sezonie 1970–1971 był pozyskany ze Stars Freeman, który to wystąpił w Meczu Gwiazd ABA, a następnie został także wybrany do drugiej piątki najlepszych zawodników sezonu.

### 1971–73: Dallas Chaparrals (ABA)
Jeszcze przed rozpoczęciem sezonu 1971–1972, w dniu 21 września 1971 roku rozegrany został pierwszy mecz towarzyski pomiędzy zespołami konkurujących: NBA i ABA, zwiastujący późniejszą fuzję obu tych lig. W spotkaniu tym Millwaukee Bucks z Kareemem Abdulem-Jabbarem w składzie mierzyli się właśnie z Chaparrals, których pokonali 106–103.
W sezonie 1971–72 nowym trenerem zespołu został Tom Nissalke, który poprowadził zespół do 42 zwycięstw (w 84 meczach) oraz 3. miejsca w dywizji, gwarantującego udział w fazie playoffs. Za ów wynik Nissalke nagrodzony został tytułem najlepszego trenera sezonu. W playoffs Chaparrals ponownie ulegli Utah Stars 4–0, i jak sezon wcześniej, najlepszym zawodnikiem zespołu znów był Donnie Freeman, wybrany do pierwszej piątki sezonu.
Przed kolejnymi rozgrywkami z ławki trenerskiej odszedł Nissalke, a nowym szkoleniowcem został Babe McCarthy. Odszedł również Freeman i Chaparrals zagrali najsłabszy sezon w historii swoich występów w ABA, wygrywając tylko 28 z 84 meczów. Zajęli przy tym ostatnie miejsce w dywizji i po raz pierwszy nie awansowali do fazy playoffs. Przy bilansie 24–48 McCarthy został zwolniony, a w jego miejsce na kilka ostatnich meczów zatrudniono Dave’a Browna. Wyróżniającą się postacią w drużynie Cahpprals był, wybrany do najlepszej piątki debiutantów, James Silas, którego numer – 13 – w późniejszych latach zastrzeżono.

### 1973–1976: San Antonio Spurs (ABA)
Po katastrofalnym sezonie i z powodu regularnie spadającej frekwencji latem 1973 roku właściciele Chaparrals zdecydowali się oddać drużynę w trzyletni leasing grupie inwestorów z San Antonio, która przeniosła ją do swojego miasta i przemianowała na Spurs (pierwotnie – Gunslingers). Gdy niewielkie na początku zainteresowanie występami Ostróg zaczęło wraz ze zwycięstwami wzrastać, strony doszły do porozumienia i po kilku miesiącach dokonano całkowitego przejęcia klubu.
Pierwszym mecz pod nowym szyldem San Antonio Spurs rozegrali 10 października 1973 roku, ulegając we własnej hali prowadzonym z ławki trenerskiej przez Wilta Chamberlaina San Diego Conquistadors 106-121, a spotkanie w HemisFair Arena obejrzało 5879 widzów.

### Mistrzowie NBA

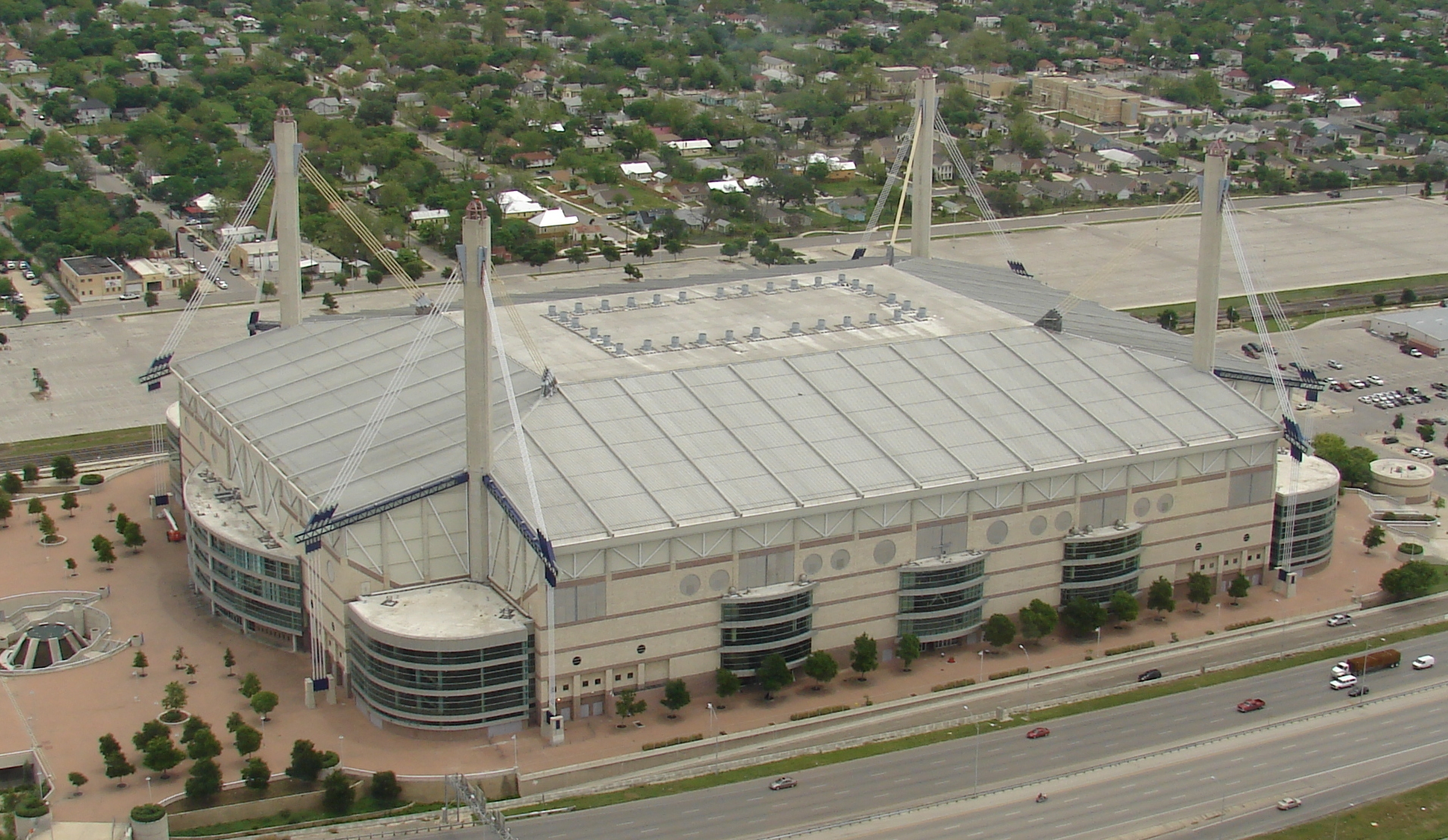
Alamodome – hala, w której „Ostrogi” walczyły o swoje pierwsze mistrzostwo NBA w 1999 roku

Pierwsze mistrzostwo w historii klub zdobył w 1999, kiedy to, będącego u szczytu kariery Davida Robinsona wsparł nowy nabytek – Tim Duncan. Spurs zdominowali ligę, kończąc sezon regularny z dorobkiem 37-13 (sezon był skrócony z powodu lokautu). W play-offach osiągnęli wynik 15-2, pokonując kolejno Minnesota Timberwolves 3-1, Los Angeles Lakers 4-0, Portland Trail Blazers 4-0 i w finale New York Knicks 4-1.
- Mistrzowski zespół tworzyli: Tim Duncan (MVP finału), David Robinson, Avery Johnson, Sean Elliott, Jaren Jackson, Mario Elie, Malik Rose, Jerome Kersey, Antonio Daniels, Steve Kerr, Will Perdue, Gerard King. W meczach sezonu regularnego występowali także Andrew Gaze i Brandon Williams. Trenerem był Gregg Popovich.

Cztery lata później, w sezonie 2002–2003 Spurs rozpoczęli rozgrywki w nowej hali SBS Center. W trakcie sezonu Podpora „Ostróg”, David Robinson, ogłosił, że będzie to jego ostatni sezon w lidze. Zmotywowani tym faktem Spurs osiągnęli znakomity wynik w sezonie zasadniczym 60-22. Po zaciętych pojedynkach w finałach – kolejno Phoenix Suns, mistrz w latach 2000–2002 Los Angeles Lakers, Dallas Mavericks – spotkali się w finale ligi z, prowadzonymi przez Jasona Kidda, New Jersey Nets. Po zaciętych, acz mało efektownych pojedynkach, Spurs wygrali 4-2.
- Skład drużyny mistrzowskiej: Tim Duncan (MVP finału), David Robinson, Stephen Jackson, Malik Rose, Tony Parker, Manu Ginóbili, Bruce Bowen, Steve Smith, Kevin Willis, Steve Kerr, Speedy Claxton, Danny Ferry. W sezonie regularnym grali także: Anthony Goldwire, Devin Brown, Mengke Bate’er. Trenerem zespołu był Gregg Popovich.

W 2005 zespół grał trzeci raz w finale NBA. Wcześniej w pierwszej rundzie play-off zespół pokonał Seattle SuperSonics w stosunku 4-2. W kolejnej fazie ich przeciwnikiem był zespół Phoenix Suns – rewelacja sezonu 2005. Rywalizacja była bardzo zacięta, jednak zwycięzcami okazali się zawodnicy Spurs, którzy wygrali tę serię 4-1. W finale Spurs pokonali mistrzów poprzedniego sezonu Detroit Pistons 4-3. Kolejny raz MVP finałów został lider drużyny San Antonio – Tim Duncan.

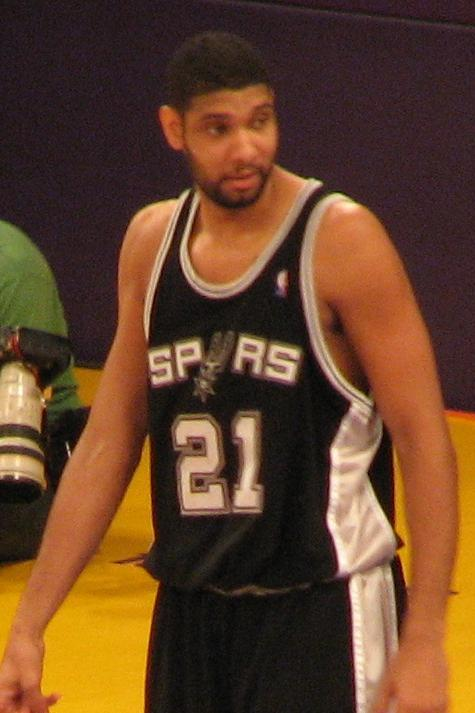
Tim Duncan – pięciokrotny mistrz NBA

- Mistrzowska drużyna: Tim Duncan (MVP finału), Manu Ginóbili, Tony Parker, Bruce Bowen, Robert Horry, Glenn Robinson, Brent Barry, Radoslav Nesterovič, Nazr Mohammed, Beno Udrih, Devin Brown, Tony Massenburg. W sezonie reguarnym grali również Malik Rose, Mike Wilks, Sean Marks, Dion Glover i Linton Johnson. Trenerem był Gregg Popovich.

Czwarte mistrzostwo NBA zdobyli w 2007. Gładko wygrali rywalizację w finale z Cleveland Cavaliers nie ponosząc porażki. Zwyciężali kolejno: 85:76, 103:92, 75:72 i 83:82. MVP finałów tym razem został francuski rozgrywający, Tony Parker.
- Mistrzostwo wywalczyli: Tim Duncan, Manu Ginóbili, Tony Parker (MVP finału), Bruce Bowen, Robert Horry, Brent Barry, Michael Finley, Fabricio Oberto, Francisco Elson, Jacque Vaughn, Matt Bonner, Beno Udrih. W sezonie regularnym grali również: James White, Eric Williams, Jackie Butler i Melvin Ely. Trenerem był Gregg Popovich.

Spurs zdobyli kolejne mistrzostwo ligi w sezonie 2013/14, pokonując w Finale Miami Heat 4–1.
- Zawodnikami mistrzowskiej drużyny byli: Tim Duncan, Manu Ginóbili, Tony Parker, Kawhi Leonard (MVP finału), Danny Green, Tiago Splitter, Boris Diaw, Patty Mills, Aron Baynes, Cory Joseph, Matt Bonner, Austin Daye, Marco Belinelli, Jeff Ayres, Damion James. Trenerem był Gregg Popovich.

## Zawodnicy

### Kadra w sezonie 2025/26
Stan na 5 maja 2025
| Nr | Poz. | Nar.                          | Nazwisko i imię            | Data urodzenia | Wzrost | Masa ciała |
| -- | ---- | ----------------------------- | -------------------------- | -------------- | ------ | ---------- |
| 40 | F    | Stany Zjednoczone             | Barnes, Harrison           | 1992-05-30     | 203 cm | 102 kg     |
| 28 | C/F  | Nigeria                       | Bassey, Charles            | 2000-10-28     | 208 cm | 104 kg     |
| 15 | C    | Demokratyczna Republika Konga | Biyombo, Bismack           | 1992-08-28     | 203 cm | 116 kg     |
| 22 | G/F  | Stany Zjednoczone             | Branham, Malaki            | 2003-05-12     | 193 cm | 82 kg      |
| 5  | G    | Stany Zjednoczone             | Castle, Stephon            | 2004-11-01     | 198 cm | 98 kg      |
| 30 | G/F  | Stany Zjednoczone             | Champagnie, Julian         | 2001-06-29     | 201 cm | 98 kg      |
| 7  | G    | Stany Zjednoczone             | Duke, David                | 1999-10-13     | 193 cm | 93 kg      |
| 4  | G    | Stany Zjednoczone             | Fox, De’Aaron              | 1997-12-20     | 191 cm | 84 kg      |
| 55 | F    | Stany Zjednoczone             | Ingram, Harrison           | 2002-11-27     | 196 cm | 104 kg     |
| 0  | G/F  | Stany Zjednoczone             | Johnson, Keldon            | 1999-10-11     | 196 cm | 100 kg     |
| 54 | C/F  | Gruzja                        | Mamukelaszwili, Aleksandre | 1999-05-23     | 206 cm | 109 kg     |
| 11 | G    | Stany Zjednoczone             | McLaughlin, Jordan         | 1996-04-09     | 183 cm | 84 kg      |
| 27 | G/F  | Stany Zjednoczone             | Minix, Riley               | 2000-09-22     | 201 cm | 104 kg     |
| 3  | G    | Stany Zjednoczone             | Paul, Chris                | 1985-05-06     | 183 cm | 79 kg      |
| 10 | F    | Polska                        | Sochan, Jeremy             | 2003-12-14     | 203 cm | 104 kg     |
| 24 | G/F  | Stany Zjednoczone             | Vassell, Devin             | 2000-08-23     | 196 cm | 91 kg      |
| 1  | C/F  | Francja                       | Wembanyama, Victor         | 2004-01-04     | 221 cm | 107 kg     |
| 14 | G    | Stany Zjednoczone             | Wesley, Blake              | 2003-03-16     | 191 cm | 84 kg      |

Trener:  Mitch Johnson
 Asystenci: Brett Brown • Matt Nielsen • Mike Noyes

### Prawa międzynarodowe
| Draft | Runda | Wybór | Zawodnik   | Poz. | Nar.  | Obecny zespół                  | Adnotacje | Przyp. |
| ----- | ----- | ----- | ---------- | ---- | ----- | ------------------------------ | --------- | ------ |
| 2011  | 2     | 59    | Ádám Hanga | G/F  | Węgry | Crvena zvezda Belgrad (Serbia) |           | [ 30 ] |

### Zastrzeżone numery

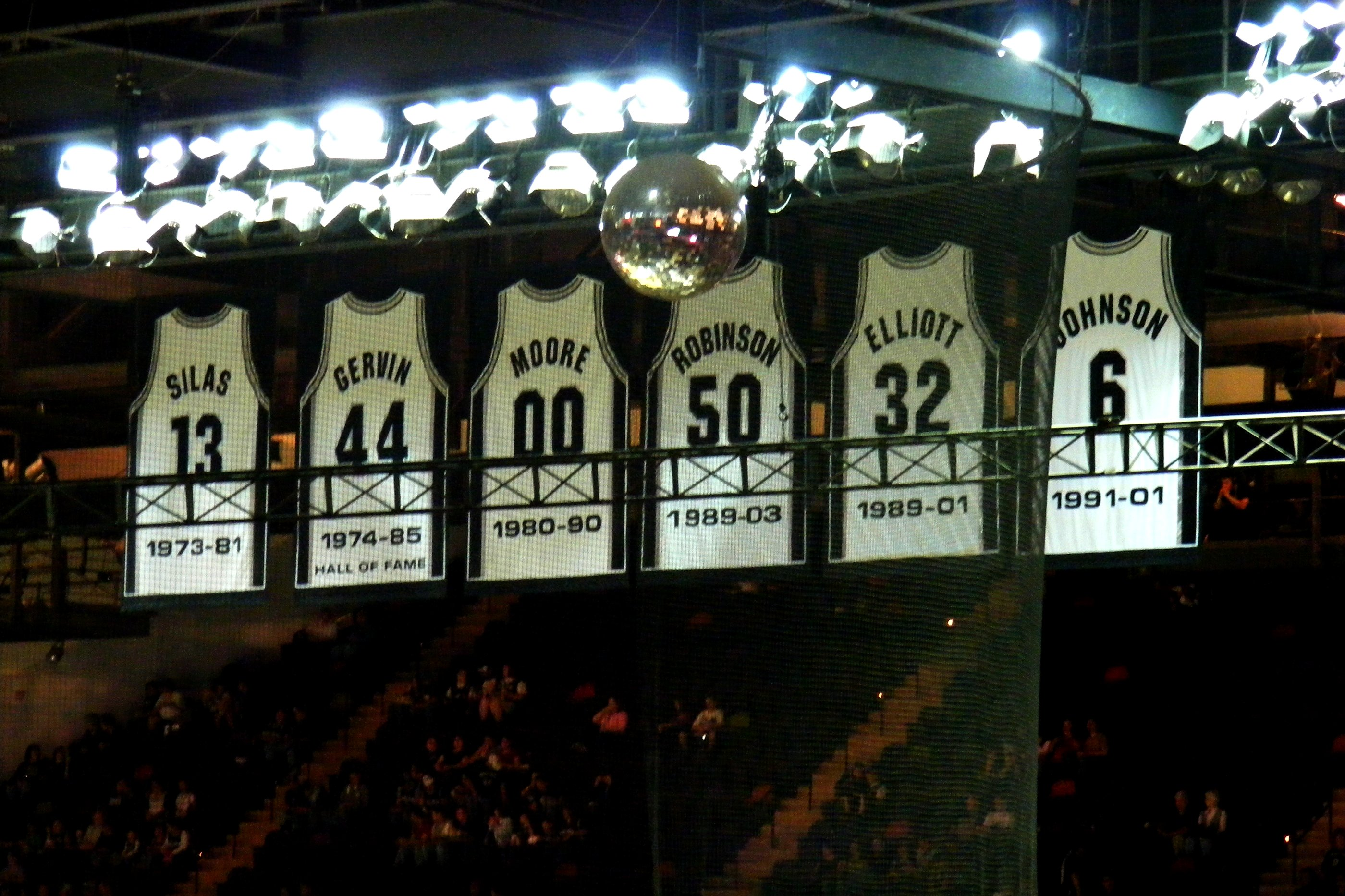
Koszulki zawieszone pod kopułą hali AT&T Center.

| San Antonio Spurs – zastrzeżone numery |                 |         |                          |                   |
| Nr                                     | Imię i nazwisko | Pozycja | Lata gry                 | Data ceremonii    |
| 00                                     | Johnny Moore    | G       | 1980–1987 1989–1990      | 20 marca 1998     |
| 6                                      | Avery Johnson   | G       | 1991 1992–1993 1994–2001 | 22 grudnia 2007   |
| 9                                      | Tony Parker     | G       | 2001–2018                | 12 listopada 2019 |
| 12                                     | Bruce Bowen     | F       | 2001–2009                | 21 marca 2012     |
| 13                                     | James Silas     | G       | 1972–1981                | 28 lutego 1984    |
| 20                                     | Manu Ginóbili   | SG      | 2002–2018                | 28 marca 2019     |
| 21                                     | Tim Duncan      | PF/C    | 1997–2016                | 18 grudnia 2016   |
| 32                                     | Sean Elliott    | F       | 1989–1993 1994–2001      | 6 marca 2005      |
| 44                                     | George Gervin   | G       | 1974–1985                | 5 grudnia 1987    |
| 50                                     | David Robinson  | C       | 1989–2003                | 10 listopada 2003 |

### Włączeni do Koszykarskiej Galerii Sławy
19 osób związanych ze Spurs zostało włączonych do Basketball Hall of Fame. (14 graczy i 5 trenerów)
| San Antonio Spurs – Galeria Sław |                    |                         |                        |               |
| Zawodnicy                        |                    |                         |                        |               |
| Numer                            | Imię i nazwisko    | Pozycja                 | Lata gry               | Rok włączenia |
| 16                               | Cliff Hagan        | SF/SG                   | 1967–1969              | 1978          |
| 44                               | George Gervin      | G                       | 1974–1985              | 1996          |
| 2                                | Moses Malone       | C/PF                    | 1994–1995              | 2001          |
| 21                               | Dominique Wilkins  | SF                      | 1996–1997              | 2006          |
| 50                               | David Robinson     | C                       | 1989–2003              | 2009          |
| 53                               | Artis Gilmore      | C                       | 1982–1987              | 2011          |
| 10                               | Dennis Rodman      | SF                      | 1993–1995              | 2011          |
| 10                               | Louie Dampier      | G                       | 1976–1979              | 2015          |
| 1                                | Tracy McGrady      | SG/SF                   | 2013                   | 2017          |
| 10                               | Maurice Cheeks     | PG                      | 1989–1990              | 2018          |
| 21                               | Tim Duncan         | PF                      | 1997–2016              | 2020          |
| 20                               | Manu Ginóbili      | SG                      | 2002–2018              | 2022          |
| 16                               | Pau Gasol          | PF/C                    | 2016–2019              | 2023          |
| 9                                | Tony Parker        | PG                      | 2001–2018              | 2023          |
| Trenerzy                         |                    |                         |                        |               |
| Imię i nazwisko                  | Imię i nazwisko    | Stanowisko              | Lata pracy             | Rok włączenia |
| Larry Brown                      | Larry Brown        | Trener                  | 1988–1992              | 2002          |
| Jerry Tarkanian                  | Jerry Tarkanian    | Trener                  | 1992                   | 2013          |
| 22                               | George Karl        | Asystent trenera        | 1978–1980              | 2022          |
| Gregg Popovich                   | Gregg Popovich     | Asystent trenera Trener | 1988–1992 1996–Obecnie | 2023          |
| Współpracownicy                  |                    |                         |                        |               |
| Imię i nazwisko                  | Imię i nazwisko    | Stanowisko              | Lata pracy             | Rok włączenia |
| Cotton Fitzsimmons               | Cotton Fitzsimmons | Trener                  | 1984–1986              | 2021          |

### Włączeni do Koszykarskiej Galerii Sław FIBA
| San Antonio Spurs – Galeria Sław |                 |                  |            |               |
| Zawodnicy                        |                 |                  |            |               |
| Numer                            | Imię i nazwisko | Pozycja          | Lata gry   | Rok włączenia |
| 50                               | David Robinson  | C                | 1989–2003  | 2013          |
| 10                               | Andrew Gaze     | SG               | 1999       | 2013          |
| 7                                | Fabricio Oberto | C                | 2005–2009  | 2019          |
| Trenerzy                         |                 |                  |            |               |
| Imię i nazwisko                  | Imię i nazwisko | Stanowisko       | Lata pracy | Rok włączenia |
| Ettore Messina                   | Ettore Messina  | Asystent trenera | 2014–2019  | 2021          |

## Trenerzy

### ABA
| Lp. | Trener        | Lata      | Sezon regularny | Sezon regularny | Sezon regularny | Sezon regularny | Play-offs | Play-offs | Play-offs | Play-offs | Awans do play off |
| Lp. | Trener        | Lata      | M               | Z               | P               | %               | M         | Z         | P         | %         | Awans do play off |
| --- | ------------- | --------- | --------------- | --------------- | --------------- | --------------- | --------- | --------- | --------- | --------- | ----------------- |
| 1   | Cliff Hagan   | 1967–1970 | 199             | 109             | 90              | 0,548           | 15        | 7         | 8         | 0,467     | 2                 |
| 2   | Max Williams  | 1970      | 60              | 28              | 32              | 0,467           | 6         | 2         | 4         | 0,333     | 1                 |
| 3   | Bill Blakeley | 1970–1971 | 65              | 25              | 40              | 0,385           | 4         | 0         | 4         | 0,000     | 1                 |
| 4   | Tom Nissalke  | 1971–1972 | 84              | 42              | 42              | 0,500           | 4         | 0         | 4         | 0,000     | 1                 |
| 5   | Babe McCarthy | 1972–1973 | 72              | 24              | 48              | 0,333           | –         | –         | –         | –         | 0                 |
| 6   | Dave Brown    | 1973      | 12              | 4               | 8               | 0,333           | –         | –         | –         | –         | 0                 |
| –   | Tom Nissalke  | 1973–1974 | 112             | 63              | 49              | 0,563           | 7         | 3         | 4         | 0,428     | 1                 |
| 7   | Bob Bass      | 1974–1976 | 140             | 83              | 57              | 0,593           | 13        | 5         | 8         | 0,385     | 2                 |

### NBA
| Lp. | Trener             | Lata      | Sezon regularny | Sezon regularny | Sezon regularny | Sezon regularny | Play-offs | Play-offs | Play-offs | Play-offs | Awans do play off | Mistrz. dyw. | Mistrz. Konf. | Mistrz. NBA |
| Lp. | Trener             | Lata      | M               | Z               | P               | %               | M         | Z         | P         | %         | Awans do play off | Mistrz. dyw. | Mistrz. Konf. | Mistrz. NBA |
| --- | ------------------ | --------- | --------------- | --------------- | --------------- | --------------- | --------- | --------- | --------- | --------- | ----------------- | ------------ | ------------- | ----------- |
| 1   | Doug Moe           | 1976–1980 | 312             | 177             | 135             | 0,567           | 22        | 9         | 13        | 0,409     | 3                 | 2            | 0             | 0           |
| 2   | Bob Bass           | 1980      | 16              | 8               | 8               | 0,500           | 3         | 1         | 2         | 0,333     | 1                 | 0            | 0             | 0           |
| 3   | Stan Albeck        | 1980–1983 | 246             | 153             | 93              | 0,622           | 27        | 13        | 14        | 0,481     | 3                 | 3            | 0             | 0           |
| 4   | Morris McHone      | 1983      | 31              | 11              | 20              | 0,355           | –         | –         | –         | –         | 0                 | 0            | 0             | 0           |
| –   | Bob Bass           | 1983      | 51              | 26              | 25              | 0,510           | –         | –         | –         | –         | 0                 | 0            | 0             | 0           |
| 5   | Cotton Fitzsimmons | 1984–1986 | 164             | 76              | 88              | 0,463           | 8         | 2         | 6         | 0,250     | 2                 | 0            | 0             | 0           |
| 6   | Bob Weiss          | 1986-1988 | 164             | 59              | 105             | 0,360           | 3         | 0         | 3         | 0,000     | 1                 | 0            | 0             | 0           |
| 7   | Larry Brown        | 1988-1992 | 284             | 153             | 131             | 0,539           | 14        | 7         | 7         | 0,500     | 2                 | 2            | 0             | 0           |
| –   | Bob Bass           | 1992      | 44              | 26              | 18              | 0,591           | 3         | 0         | 3         | 0,000     | 1                 | 0            | 0             | 0           |
| 8   | Jerry Tarkanian    | 1992      | 20              | 9               | 11              | 0,450           | –         | –         | –         | –         | 0                 | 0            | 0             | 0           |
| 9   | Rex Hughes         | 1992      | 1               | 1               | 0               | 1,000           | –         | –         | –         | –         | 0                 | 0            | 0             | 0           |
| 10  | John Lucas         | 1992–1994 | 143             | 94              | 49              | 0,657           | 14        | 6         | 8         | 0,428     | 2                 | 0            | 0             | 0           |
| 11  | Bob Hill           | 1994–1996 | 182             | 124             | 58              | 0,681           | 25        | 14        | 11        | 0,560     | 2                 | 2            | 0             | 0           |
| 12  | Gregg Popovich     | 1996–2025 | 2291            | 1422            | 869             | 0,621           | 284       | 170       | 114       | 0,599     | 22                | 13           | 6             | 5           |
| 13  | Mitch Johnson*     | od 2025   |                 |                 |                 |                 |           |           |           |           |                   |              |               |             |

- Aktualne wyniki Gregga Popovicha – stan na 3 maja 2025

## Nagrody indywidualne

### ABA
Debiutant Roku ABA
- Swen Nater - 1974

Trener Roku ABA
- Tom Nissalke - 1972

Menedżer Roku
- Jack Ankerson – 1974

I skład ABA
- Donnie Freeman – 1972
- James Silas – 1976

II skład ABA
- John Beasley – 1968, 1969
- Cincinnatus Powell – 1968
- Donnie Freeman – 1971
- Swen Nater – 1974, 1975
- James Silas – 1975
- George Gervin – 1975, 1976

I skład debiutantów ABA
- Ron Boone - 1969
- Joe Hamilton - 1971
- James Silas - 1973
- Swen Nater - 1974
- Mark Olberding - 1976

Zespół wszech czasów ABA
- Donnie Freeman
- Ron Boone
- James Silas
- George Gervin
- Artis Gilmore[a]
- Moses Malone[a]

### ABA All-Star Weekend
MVP meczu gwiazd ABA
- John Beasley - 1969

Nominowani do meczu gwiazd ABA
- John Beasley – 1968–1970
- Cliff Hagan – 1968
- Glen Combs – 1970
- Cincinnatus Powell – 1970
- Donnie Freeman – 1971–1972
- Steve Jones – 1972
- Rich Jones – 1973–1974
- Swen Nater – 1974–1975
- James Silas – 1975–1976
- George Gervin – 1975–1976
- Larry Kenon – 1976
- Billy Paultz – 1976

### NBA
MVP
- David Robinson – 1995
- Tim Duncan – 2002, 2003

MVP Finałów
- Tim Duncan – 1999, 2003, 2005
- Tony Parker – 2007
- Kawhi Leonard – 2014

Obrońca Roku
- Alvin Robertson – 1986
- David Robinson – 1992
- Kawhi Leonard – 2015, 2016

Debiutant Roku
- David Robinson – 1990
- Tim Duncan – 1998
- Victor Wembanyama – 2024
- Stephon Castle – 2025

Rezerwowy Sezonu
- Manu Ginóbili – 2008

Największy Postęp Sezonu
- Alvin Robertson – 1986

Trener Roku
- Gregg Popovich – 2003, 2012, 2014

Menedżer Roku
- Angelo Drossos – 1978
- Bob Bass – 1990
- R.C. Buford – 2014, 2016

I skład NBA
- George Gervin – 1978–1982
- David Robinson – 1991, 1992, 1995, 1996
- Tim Duncan – 1998–2005, 2007, 2013
- Kawhi Leonard – 2016, 2017

II skład NBA
- George Gervin – 1977, 1983
- Alvin Robertson – 1986
- David Robinson – 1994, 1998
- Tim Duncan – 2006, 2008, 2009
- Tony Parker – 2012–2014
- LaMarcus Aldridge – 2018

III skład NBA
- David Robinson – 1990, 1993, 2000, 2001
- Tim Duncan – 2010, 2015
- Manu Ginóbili – 2008, 2011
- Tony Parker – 2009
- Dennis Rodman – 1995
- LaMarcus Aldridge – 2016

I skład debiutantów NBA
- Greg Anderson – 1988
- Willie Anderson – 1989
- David Robinson – 1990
- Tim Duncan – 1998
- Tony Parker – 2002
- Gary Neal – 2011
- Kawhi Leonard – 2012
- Victor Wembanyama – 2024

II skład debiutantów NBA
- Sean Elliott – 1990
- Manu Ginóbili – 2003
- DeJuan Blair – 2010
- Jeremy Sochan – 2023

I skład defensywny NBA
- Alvin Robertson – 1987
- David Robinson – 1991, 1992, 1995, 1996
- Dennis Rodman  – 1995
- Tim Duncan – 1999–2003, 2005, 2007, 2008
- Bruce Bowen – 2004–2008
- Kawhi Leonard – 2015–2017
- Victor Wembanyama – 2024

II skład defensywny NBA
- Alvin Robertson – 1986, 1988, 1989
- David Robinson – 1990, 1993, 1994, 1998
- Dennis Rodman – 1994
- Tim Duncan – 1998, 2004, 2006, 2009, 2010, 2013, 2015
- Bruce Bowen – 2002, 2003
- Kawhi Leonard – 2014
- Danny Green – 2017
- Dejounte Murray – 2018

NBA IBM Award
- David Robinson – 1990, 1991, 1994–1996
- Tim Duncan – 2002

J. Walter Kennedy Citizenship Award
- David Robinson – 2003

NBA Sportsmanship Award
- Avery Johnson – 1998
- David Robinson – 2001
- Steve Smith – 2002

### NBA All-Star Weekend
MVP All-Star Game
- George Gervin - 1980
- Tim Duncan - 2000

Trenerzy drużyn All-Star
- Gregg Popovich – 2005[47], 2011[48], 2013[49], 2016[50]

Zwycięzcy konkursu rzutów za 3 punkty
- Marco Belinelli - 2013

Zwycięzcy konkursu Shooting Stars
- David Robinson – 2008
- Tim Duncan – 2008
- Steve Kerr – 2006
- Tony Parker – 2006

Zwycięzcy konkursu Skills Challenge
- Tony Parker – 2012

Nominowani do Meczu Gwiazd NBA
- George Gervin – 1977–1985
- Larry Kenon – 1978, 1979
- Artis Gilmore – 1983, 1986
- Alvin Robertson – 1986–1988
- David Robinson – 1990–1996, 1998, 2000, 2001
- Sean Elliott – 1993, 1996
- Tim Duncan – 1998, 2000–2011, 2013, 2015
- Manu Ginóbili – 2005, 2011
- Tony Parker – 2006, 2007, 2009, 2012–2014
- Kawhi Leonard – 2016, 2017
- LaMarcus Aldridge – 2016, 2018, 2019
- Dejounte Murray – 2022
- Victor Wembanyama – 2025

Nominowani do NBA Rookie Challenge
- Tony Parker – 2002, 2003
- Manu Ginóbili – 2004
- Beno Udrih – 2005
- DeJuan Blair – 2010, 2011
- Gary Neal – 2011
- Kawhi Leonard – 2012^, 2013
- Tiago Splitter – 2012^
- Jonathon Simmons – 2017
- Keldon Johnson – 2021
- Jeremy Sochan – 2023, 2024
- Victor Wembanyama – 2024, 2025
- Stephon Castle – 2025

^ – nie wystąpił z powodu kontuzji

### Nagrody zawodników i trenerów Spurs w NBA
Stan na 16 stycznia 2023
- Gracz tygodnia NBA (67 razy): Tim Duncan (23), David Robinson (15), Tony Parker (8), George Gervin (4), Kawhi Leonard (4), Manu Ginóbili (3), LaMarcus Aldridge (2), Alvin Robertson (2), Derek Anderson (1), Bruce Bowen (1), Ron Brewer (1), Terry Cummings (1), DeMar DeRozan (1), Sean Elliott (1), Artis Gilmore (1)
- Gracz miesiąca NBA (11 razy): Tim Duncan (4), David Robinson (4), George Gervin (1), Alvin Robertson (1), Tony Parker (1)
- Debiutant miesiąca NBA (16 razy): Tim Duncan (6), David Robinson (6), Greg Anderson (1), Willie Anderson (1), Manu Ginóbili (1), Beno Udrih (1)
- Trener miesiąca NBA (23 razy): Gregg Popovich (17), Bob Hill (3), Stan Albeck (1), Cotton Fitzsimmons (1), John Lucas (1)

## Statystyczni liderzy ligowi

### ABA
Liderzy w zbiórkach
- Swen Nater – 1975[54]

Liderzy w blokach
- Billy Paultz – 1976[55]

Liderzy w skuteczności rzutów z gry
- Swen Nater – 1974[56]

Liderzy w skuteczności rzutów wolnych
- Charles Beasley – 1968[57]

### NBA
Liderzy strzelców
- George Gervin – 1978–1980, 1982
- David Robinson – 1994

Liderzy w zbiórkach
- David Robinson – 1991
- Dennis Rodman – 1994, 1995

Liderzy w asystach
- Johnny Moore – 1982

Liderzy w przechwytach
- Alvin Robertson – 1986, 1987
- Kawhi Leonard – 2015
- Dejounte Murray – 2022

Liderzy w blokach
- George Johnson – 1981, 1982
- David Robinson – 1992
- Victor Wembanyama – 2024

Liderzy w skuteczności rzutów z gry
- Artis Gilmore – 1983, 1984
- Steve Johnson – 1986

Liderzy w skuteczności rzutów za 3 punkty
- Mike Dunleavy – 1983
- Steve Smith – 2002
- Bruce Bowen – 2003
- Matt Bonner – 2011

## Statystyczni liderzy wszech czasów klubu
Pogrubienie – oznacza ciągle aktywnego zawodnika, występującego nadal w zespole.

(*) – oznacza, że statystyka uwzględnia występy w lidze ABA.

Kursywa – oznacza ciągle aktywnego zawodnika, nie występującego aktualnie w zespole.

(Na podstawie – stan na 16 stycznia 2023)
| Punkty | Punkty          | Punkty | Punkty | Punkty | Punkty            | Punkty | Punkty | Punkty | Punkty            | Punkty | Punkty | Punkty | Punkty           | Punkty | Punkty | Punkty | Punkty             | Punkty |
| ------ | --------------- | ------ | ------ | ------ | ----------------- | ------ | ------ | ------ | ----------------- | ------ | ------ | ------ | ---------------- | ------ | ------ | ------ | ------------------ | ------ |
| 1      | Tim Duncan      | 26,496 | •      | 7      | Mike Mitchell     | 9,799  | •      | 13     | Rich Jones *      | 6,466  | •      | 19     | Mark Olberding * | 5,626  | •      | 25     | DeMar DeRozan      | 4,455  |
| 2      | George Gervin * | 23,602 | •      | 8      | Sean Elliott      | 9,659  | •      | 14     | Alvin Robertson   | 6,285  | •      | 20     | Billy Paultz *   | 5,297  | •      | 26     | Cincinnatus Powell | 4,392  |
| 3      | David Robinson  | 20,790 | •      | 9      | Larry Kenon *     | 8,428  | •      | 15     | Patty Mills       | 6,218  | •      | 21     | Terry Cummings   | 5,181  | •      | 27     | Bruce Bowen        | 4,061  |
| 4      | Tony Parker     | 18,943 | •      | 10     | LaMarcus Aldridge | 7,325  | •      | 16     | Artis Gilmore     | 6,127  | •      | 22     | Johnny Moore     | 4,890  | •      | 28     | Dejounte Murray    | 3,993  |
| 5      | Manu Ginóbili   | 14,043 | •      | 11     | Kawhi Leonard     | 6,654  | •      | 17     | John Beasley *    | 5,983  | •      | 23     | Vinny Del Negro  | 4,844  | •      | 29     | Donnie Freeman *   | 3,920  |
| 6      | James Silas *   | 10,290 | •      | 12     | Avery Johnson     | 6,486  | •      | 18     | Willie Anderson * | 5,946  | •      | 24     | Danny Green      | 4,715  | •      | 30     | Coby Dietrick *    | 3,857  |

| Gry | Gry             | Gry   |
| --- | --------------- | ----- |
| 1   | Tim Duncan      | 1,392 |
| 2   | Tony Parker     | 1,198 |
| 3   | Manu Ginóbili   | 1,057 |
| 4   | David Robinson  | 987   |
| 5   | George Gervin * | 899   |

| Minuty | Minuty          | Minuty |
| ------ | --------------- | ------ |
| 1      | Tim Duncan      | 47,368 |
| 2      | Tony Parker     | 37,276 |
| 3      | David Robinson  | 34,271 |
| 4      | George Gervin * | 31,115 |
| 5      | Manu Ginóbili   | 26,859 |

| Zbiórki | Zbiórki         | Zbiórki |
| ------- | --------------- | ------- |
| 1       | Tim Duncan      | 15,091  |
| 2       | David Robinson  | 10,497  |
| 3       | George Gervin * | 4,841   |
| 4       | Larry Kenon *   | 4,114   |
| 5       | Manu Ginóbili   | 3,697   |

| Asysty | Asysty        | Asysty |
| ------ | ------------- | ------ |
| 1      | Tony Parker   | 6,829  |
| 2      | Avery Johnson | 4,474  |
| 3      | Tim Duncan    | 4,225  |
| 4      | Manu Ginóbili | 4,001  |
| 5      | Johnny Moore  | 3,865  |

| Przechwyty | Przechwyty      | Przechwyty |
| ---------- | --------------- | ---------- |
| 1          | Manu Ginóbili   | 1,392      |
| 2          | David Robinson  | 1,388      |
| 3          | George Gervin * | 1,159      |
| 4          | Alvin Robertson | 1,128      |
| 5          | Tony Parker     | 1,032      |

| Bloki | Bloki           | Bloki |
| ----- | --------------- | ----- |
| 1     | Tim Duncan      | 3,020 |
| 2     | David Robinson  | 2,954 |
| 3     | George Gervin * | 938   |
| 4     | Billy Paultz *  | 796   |
| 5     | Artis Gilmore   | 700   |

| Straty | Straty          | Straty |
| ------ | --------------- | ------ |
| 1      | Tim Duncan      | 3,381  |
| 2      | Tony Parker     | 2,790  |
| 3      | George Gervin * | 2,506  |
| 4      | David Robinson  | 2,417  |
| 5      | Manu Ginóbili   | 2,116  |

| Faule | Faule           | Faule |
| ----- | --------------- | ----- |
| 1     | Tim Duncan      | 3,304 |
| 2     | David Robinson  | 2,835 |
| 3     | George Gervin * | 2,802 |
| 4     | Manu Ginóbili   | 2,212 |
| 5     | Tony Parker     | 2,006 |

| Celne rzuty za 2 pkt. | Celne rzuty za 2 pkt. | Celne rzuty za 2 pkt. |
| --------------------- | --------------------- | --------------------- |
| 1                     | Tim Duncan            | 10,285                |
| 2                     | George Gervin *       | 9,201                 |
| 3                     | Tony Parker           | 7,564                 |
| 4                     | David Robinson        | 7,365                 |
| 5                     | Manu Ginóbili         | 4,584                 |

| Celne rzuty za 3 pkt. | Celne rzuty za 3 pkt. | Celne rzuty za 3 pkt. |
| --------------------- | --------------------- | --------------------- |
| 1                     | Manu Ginóbili         | 1,495                 |
| 2                     | Patty Mills           | 1,171                 |
| 3                     | Danny Green           | 959                   |
| 4                     | Bruce Bowen           | 661                   |
| 5                     | Matt Bonner           | 656                   |

## Sukcesy
| Tytuł              | Liczba | Rok |
| ------------------ | ------ | --- |
| Mistrz NBA         | 5      | 1999, 2003, 2005, 2007, 2014 |
| Mistrz Konferencji | 6      | 1999, 2003, 2005, 2007, 2013, 2014 |
| Mistrz dywizji     | 22     | 1978, 1979, 1981, 1982, 1983, 1990, 1991, 1995, 1996, 1999, 2001, 2002, 2003, 2005, 2006, 2009, 2011, 2012, 2013, 2014, 2016, 2017 |
| Występy w play-off | 39     | 1977, 1978, 1979, 1980, 1981, 1982, 1983, 1985, 1986, 1988, 1990, 1991, 1992, 1993, 1994, 1995, 1996, 1998, 1999, 2000, 2001, 2002, 2003, 2004, 2005, 2006, 2007, 2008, 2009, 2010, 2011, 2012, 2013, 2014, 2015, 2016, 2017, 2018, 2019 |
| Występy w play-in  | 2      | 2021, 2022 |

## Poszczególne sezony
Na podstawie:. Stan na koniec sezonu 2023/24
| Sezon             | Liga | Konferencja | Poz. w konf. | Dywizja   | Poz. w dyw. | Sezon regularny | Sezon regularny | Występy w play-off |
| Sezon             | Liga | Konferencja | Poz. w konf. | Dywizja   | Poz. w dyw. | Wyg.            | Por.            | Występy w play-off |
| ----------------- | ---- | ----------- | ------------ | --------- | ----------- | --------------- | --------------- | --- |
| San Antonio Spurs |      |             |              |           |             |                 |                 | |
| 1976/77           | NBA  | Wschodnia   | 5            | Central   | 3           | 44              | 38              | Porażka w 1. rundzie z Boston Celtics (0-2) |
| 1977/78           | NBA  | Wschodnia   | 2            | Central   | 1           | 52              | 30              | Porażka w pół. Konf. z Washington Bullets (2-4) |
| 1978/79           | NBA  | Wschodnia   | 2            | Central   | 1           | 48              | 34              | Wygrana w pół. Konf. z Philadelphia 76ers (4-3) Porażka w finale Konf. z Washington Bullets (3-4) |
| 1979/80           | NBA  | Wschodnia   | 5            | Central   | 3           | 41              | 41              | Porażka w 1. rundzie z Houston Rockets (1-2) |
| 1980/81           | NBA  | Zachodnia   | 2            | Midwest   | 1           | 52              | 30              | Porażka w pół. Konf. z Houston Rockets (3-4) |
| 1981/82           | NBA  | Zachodnia   | 2            | Midwest   | 1           | 48              | 34              | Wygrana w pół. Konf. z Seattle SuperSonics (4-1) Porażka w finale Konf. z Los Angeles Lakers (0-4) |
| 1982/83           | NBA  | Zachodnia   | 2            | Midwest   | 1           | 53              | 29              | Wygrana w pół. Konf. z Denver Nuggets (4-1) Porażka w finale Konf. z Los Angeles Lakers (2-4) |
| 1983/84           | NBA  | Zachodnia   | 10           | Midwest   | 5           | 37              | 45              | |
| 1984/85           | NBA  | Zachodnia   | 7            | Midwest   | 5           | 41              | 41              | Porażka w 1. rundzie z Denver Nuggets (2-3) |
| 1985/86           | NBA  | Zachodnia   | 8            | Midwest   | 6           | 35              | 47              | Porażka w 1. rundzie z Los Angeles Lakers (0-3) |
| 1986/87           | NBA  | Zachodnia   | 11           | Midwest   | 6           | 28              | 54              | |
| 1987/88           | NBA  | Zachodnia   | 8            | Midwest   | 5           | 31              | 51              | Porażka w 1. rundzie z Los Angeles Lakers (0-3) |
| 1988/89           | NBA  | Zachodnia   | 12           | Midwest   | 5           | 21              | 61              | |
| 1989/90           | NBA  | Zachodnia   | 2            | Midwest   | 1           | 56              | 26              | Wygrana w 1. rundzie z Denver Nuggets (3-0) Porażka w pół. Konf. z Portland Trail Blazers (3-4) |
| 1990/91           | NBA  | Zachodnia   | 2            | Midwest   | 1           | 55              | 27              | Porażka w 1. rundzie z Golden State Warriors (1-3) |
| 1991/92           | NBA  | Zachodnia   | 5            | Midwest   | 2           | 47              | 35              | Porażka w 1. rundzie z Phoenix Suns (0-3) |
| 1992/93           | NBA  | Zachodnia   | 5            | Midwest   | 2           | 49              | 33              | Wygrana w 1. rundzie z Portland Trail Blazers (3-1) Porażka w pół. Konf. z Phoenix Suns (2-4) |
| 1993/94           | NBA  | Zachodnia   | 4            | Midwest   | 2           | 55              | 27              | Porażka w 1. rundzie z Utah Jazz (1-3) |
| 1994/95           | NBA  | Zachodnia   | 1            | Midwest   | 1           | 62              | 20              | Wygrana w 1. rundzie z Denver Nuggets (3-0) Wygrana w pół. Konf. z Los Angeles Lakers (4-2) Porażka w finale Konf. z Houston Rockets (2-4)                                                             |
| 1995/96           | NBA  | Zachodnia   | 2            | Midwest   | 1           | 59              | 23              | Wygrana w 1. rundzie z Phoenix Suns (3-1) Porażka w pół. Konf. z Utah Jazz (2-4) |
| 1996/97           | NBA  | Zachodnia   | 13           | Midwest   | 6           | 20              | 62              | |
| 1997/98           | NBA  | Zachodnia   | 5            | Midwest   | 2           | 56              | 26              | Wygrana w 1. rundzie z Phoenix Suns (3-1) Porażka w pół. Konf. z Utah Jazz (1-4) |
| 1998/99           | NBA  | Zachodnia   | 1            | Midwest   | 1           | 37              | 13              | Wygrana w 1. rundzie z Minnesota Timberwolves (3-1) Wygrana w pół. Konf. z Los Angeles Lakers (4-0) Wygrana w finale Konf. z Portland Trail Blazers (4-0) Wygrana w finale NBA z New York Knicks (4-1) |
| 1999/00           | NBA  | Zachodnia   | 4            | Midwest   | 2           | 53              | 29              | Porażka w 1. rundzie z Phoenix Suns (1-3) |
| 2000/01           | NBA  | Zachodnia   | 1            | Midwest   | 1           | 58              | 24              | Wygrana w 1. rundzie z Minnesota Timberwolves (3-1) Wygrana w pół. Konf. z Dallas Mavericks (4-1) Porażka w finale Konf. z Los Angeles Lakers (0-4)                                                    |
| 2001/02           | NBA  | Zachodnia   | 2            | Midwest   | 1           | 58              | 24              | Wygrana w 1. rundzie z Seattle SuperSonics (3-2) Porażka pół. Konf. z Los Angeles Lakers (1-4) |
| 2002/03           | NBA  | Zachodnia   | 1            | Midwest   | 1           | 60              | 22              | Wygrana w 1. rundzie z Phoenix Suns (4-2) Wygrana w pół. Konf. z Los Angeles Lakers (4-2) Wygrana w finale Konf. z Dallas Mavericks (4-2) Wygrana w finale NBA z New Jersey Nets (4-2)                 |
| 2003/04           | NBA  | Zachodnia   | 3            | Midwest   | 2           | 57              | 25              | Wygrana w 1. rundzie z Memphis Grizzlies (4-0) Porażka w pół. Konf. z Los Angeles Lakers (2-4) |
| 2004/05           | NBA  | Zachodnia   | 2            | Southwest | 1           | 59              | 23              | Wygrana w 1. rundzie z Denver Nuggets (4-1) Wygrana w pół. Konf. z Seattle SuperSonics (4-2) Wygrana w finale Konf. z Phoenix Suns (4-1) Wygrana w finale NBA z Detroit Pistons (4-3)                  |
| 2005/06           | NBA  | Zachodnia   | 1            | Southwest | 1           | 63              | 19              | Wygrana w 1. rundzie z Sacramento Kings (4-2) Porażka w pół. Konf. z Dallas Mavericks (3-4) |
| 2006/07           | NBA  | Zachodnia   | 3            | Southwest | 2           | 58              | 24              | Porażka w 1. rundzie z Denver Nuggets (4-1) Wygrana w pół. Konf. z Phoenix Suns (4-2) Wygrana w finale Konf. z Utah Jazz (4-1) Wygrana w finale NBA z Cleveland Cavaliers (4-0)                        |
| 2007/08           | NBA  | Zachodnia   | 3            | Southwest | 2           | 56              | 26              | Wygrana w 1. rundzie z Phoenix Suns (4-1) Wygrana w pół. Konf. z New Orleans Hornets (4-3) Porażka w finale Konf. z Los Angeles Lakers (1-4)                                                           |
| 2008/09           | NBA  | Zachodnia   | 3            | Southwest | 1           | 54              | 28              | Porażka w 1. rundzie z Dallas Mavericks (1-4) |
| 2009/10           | NBA  | Zachodnia   | 7            | Southwest | 2           | 50              | 32              | Wygrana w 1. rundzie z Dallas Mavericks (4-2) Porażka w pół. Konf. z Phoenix Suns (0-4) |
| 2010/11           | NBA  | Zachodnia   | 1            | Southwest | 1           | 61              | 21              | Porażka w 1. rundzie z Memphis Grizzlies (2-4) |
| 2011/12           | NBA  | Zachodnia   | 1            | Southwest | 1           | 50              | 16              | Wygrana w 1. rundzie z Utah Jazz (4-0) Wygrana w pół. Konf. z Los Angeles Clippers (4-0) Porażka w finale Konf. z Oklahoma City Thunder (2-4)                                                          |
| 2012/13           | NBA  | Zachodnia   | 2            | Southwest | 1           | 58              | 24              | Wygrana w 1. rundzie z Los Angeles Lakers (4-0) Wygrana w pół. Konf. z Golden State Warriors (4-2) Wygrana w finale Konf. z Memphis Grizzlies (4-0) Porażka w finale NBA z Miami Heat (3-4)            |
| 2013/14           | NBA  | Zachodnia   | 1            | Southwest | 1           | 62              | 20              | Wygrana w 1. rundzie z Dallas Mavericks (4-3) Wygrana w pół. Konf. z Portland Trail Blazers (4-1) Wygrana w finale Konf. z Oklahoma City Thunder (4-2) Wygrana w finale NBA z Miami Heat (4-1)         |
| 2014/15           | NBA  | Zachodnia   | 6            | Southwest | 3           | 55              | 27              | Porażka w 1. rundzie z Los Angeles Clippers (3-4) |
| 2015/16           | NBA  | Zachodnia   | 2            | Southwest | 1           | 67              | 15              | Wygrana w 1. rundzie z Memphis Grizzlies (4-0) Porażka w pół. Konf. z Oklahoma City Thunder (2-4) |
| 2016/17           | NBA  | Zachodnia   | 2            | Southwest | 1           | 61              | 21              | Wygrana w 1. rundzie z Memphis Grizzlies (4-2) Wygrana w pół. Konf. z Houston Rockets (4-2) Porażka w finale Konf. z Golden State Warriors (0-4)                                                       |
| 2017/18           | NBA  | Zachodnia   | 7            | Southwest | 3           | 47              | 35              | Porażka w 1. rundzie z Golden State Warriors (1-4) |
| 2018/19           | NBA  | Zachodnia   | 7            | Southwest | 2           | 48              | 34              | Porażka w 1. rundzie z Denver Nuggets (3-4) |
| 2019/20           | NBA  | Zachodnia   | 11           | Southwest | 4           | 32              | 39              | |
| 2020/21           | NBA  | Zachodnia   | 10           | Southwest | 3           | 33              | 39              | |
| 2021/22           | NBA  | Zachodnia   | 10           | Southwest | 4           | 34              | 48              | |
| 2022/23           | NBA  | Zachodnia   | 15           | Southwest | 5           | 22              | 60              | |
| 2023/24           | NBA  | Zachodnia   | 14           | Southwest | 5           | 22              | 60              | |